# 미야가와 초슌

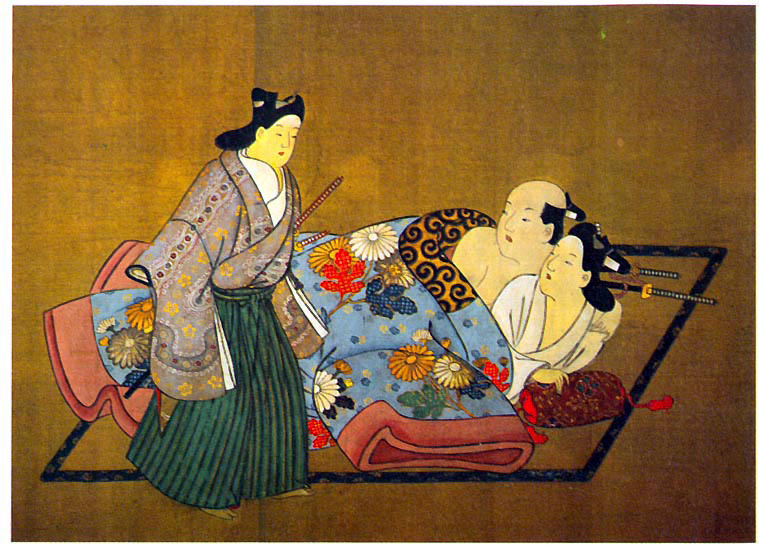
《세 사무라이》

미야가와 초슌(일본어: 宮川 長春, 1683년~1753년 12월 18일)은 일본의 우키요에 화가이다. 미야가와파의 창시자인 그와 그의 제자들은 목판화를 한 번도 만들어 본 적이 없는 몇 안 되는 우키요에 화가들 중 하나이다. 그는 오와리국 미야가와에서 태어났지만 생애의 대부분을 에도에서 보냈으며 에도에서 사망했다.
초슌은 도사파와 가노파의 화가들, 그리고 초기 우키요에의 거장인 히시카와 모로노부 밑에서 훈련을 받았다. 이러한 영향은 가이게츠도파의 영향과 함께 그의 작품에서도 분명하게 나타나지만, 궁극적으로 새로운 화파의 창시자인 초슌은 자신만의 독특한 스타일을 가지고 있다. 그의 인물상은 부드럽고 따뜻한 여성스러움을 지니고 있으며 예술 비평가 리처드 더글러스 레인은 그의 채색을 모든 우키요에 예술 작품 중 최고로 여긴다. 그의 대부분의 작품에는 창녀가 등장하고 하루노부 등 다른 화가들이 그린 인물상보다 더 풍만하고 관능적으로 묘사된다. 초슌과 그의 제자들은 기생을 소재로 한 작품과 춘화(春畵) 작품을 많이 남겼다.
미야가와 초슌은 그의 아들인 미야가와 슌스이, 조키(초슌의 아들로 추측됨), 미야가와 이쇼 등 여러 명의 제자가 있었다.
초슌은 죽기 몇 년 전인 1751년에 가노파의 한 예술가로부터 닛코 동조궁 복원 작업 의뢰를 받았다. 그러나 초슌이 복원 작업에 대한 보상을 받지 못하자 말다툼이 벌어졌고, 결국 초슌의 아들에 의해 가노파의 한 예술가가 죽게 되었다. 이 일로 인해 초슌은 1년간 에도에서 추방당하게 되었다.

## 작품

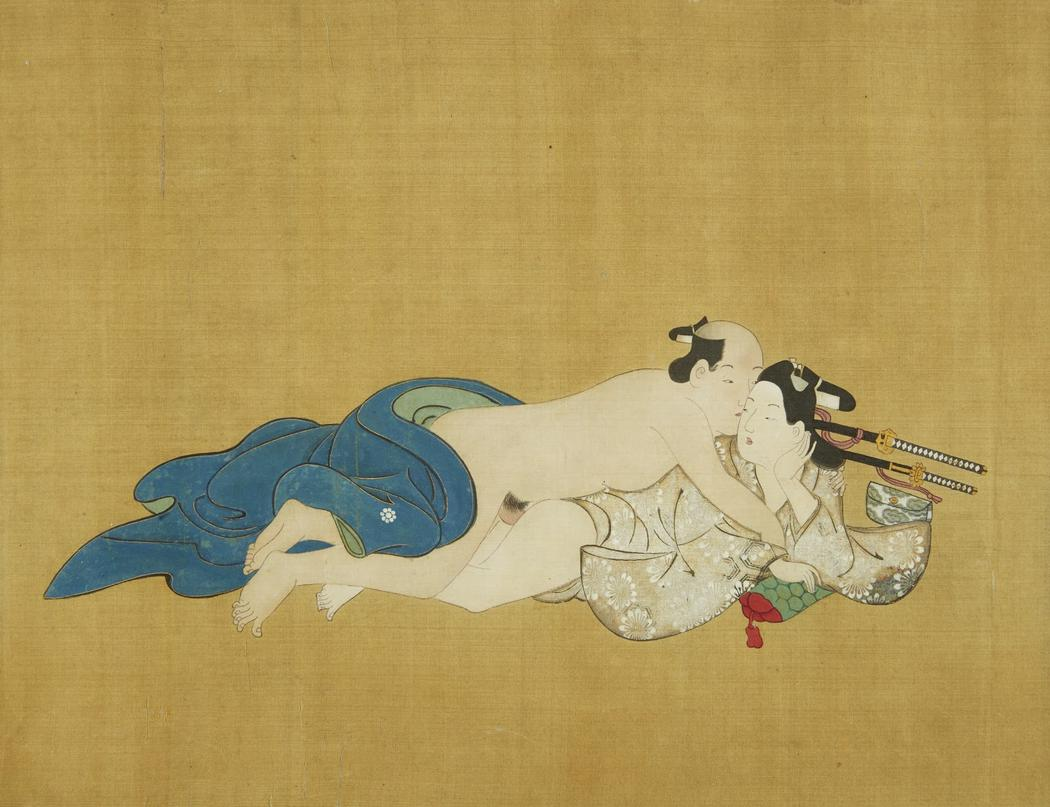
난쇼쿠(남성과 성교하는 남성을 그린 그림) 두루마리 그림, 18세기
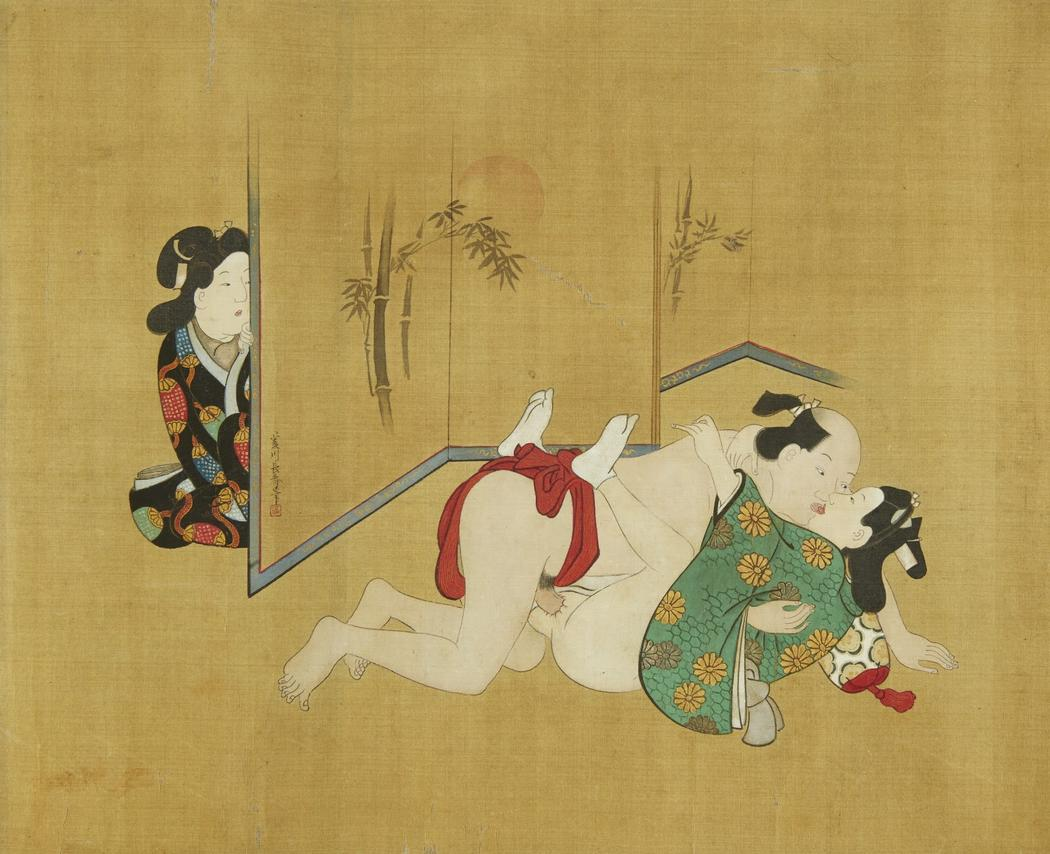
난쇼쿠(남성과 성교하는 남성을 그린 그림) 두루마리 그림, 18세기
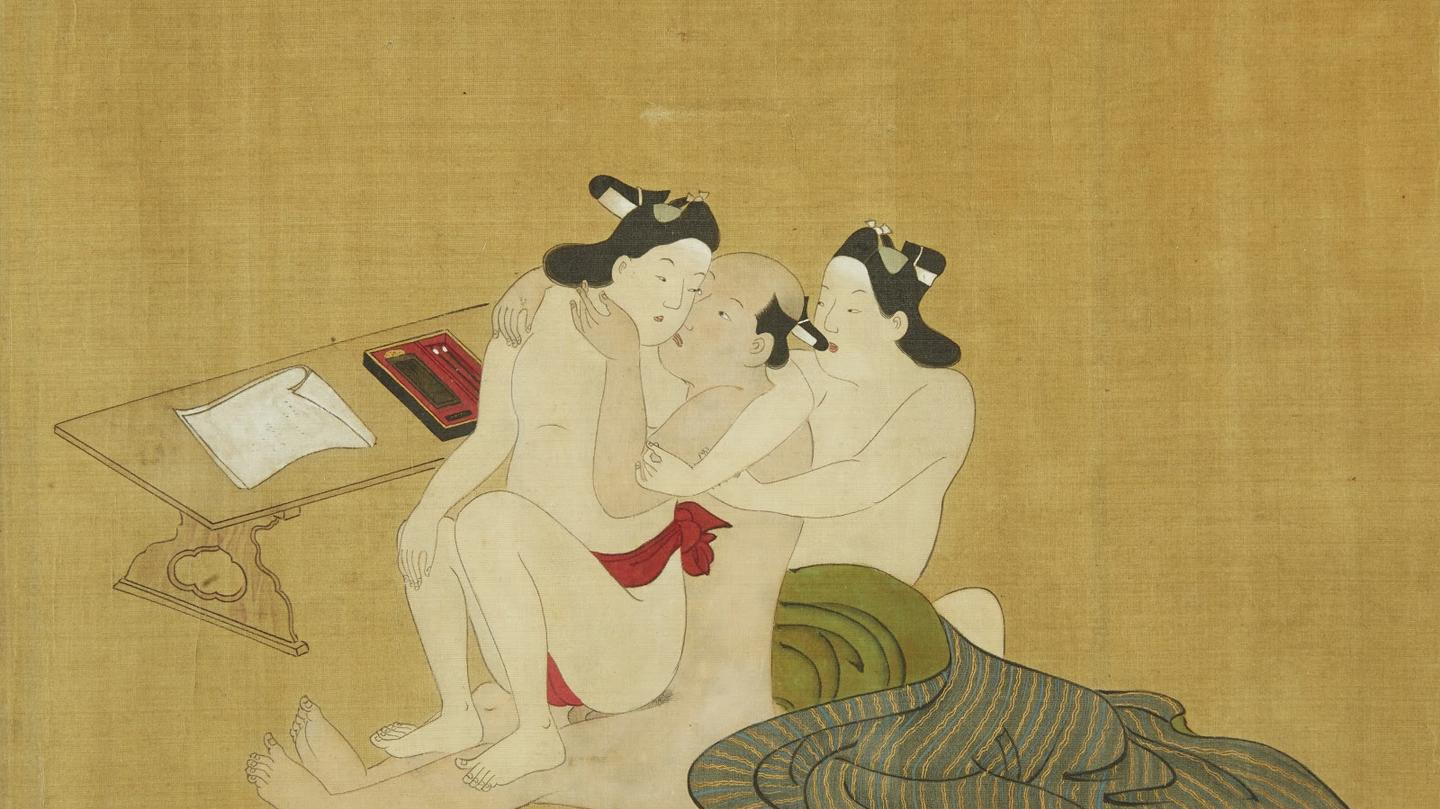
난쇼쿠(남성과 성교하는 남성을 그린 그림) 두루마리 그림, 18세기
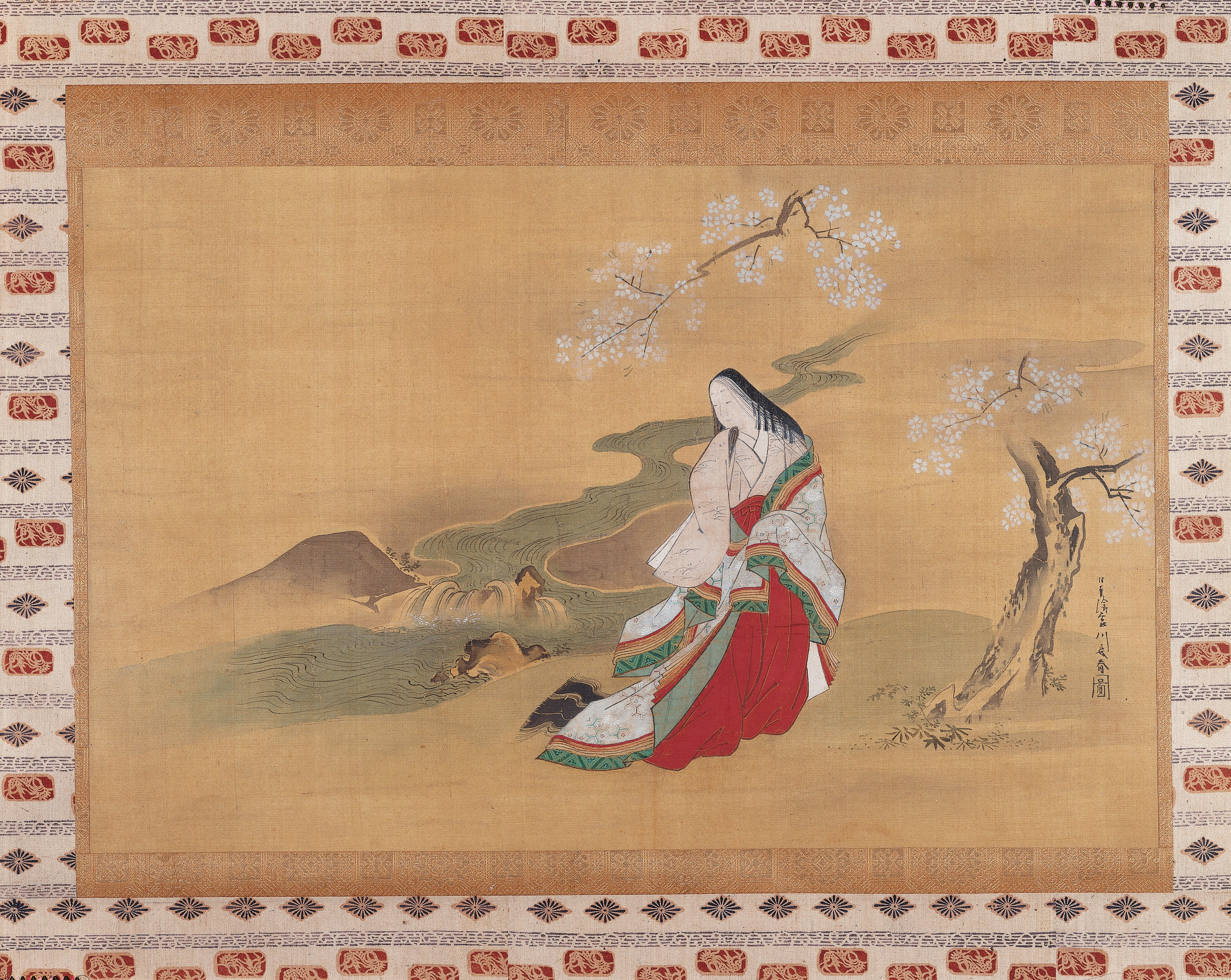
《시인 이세노 다유》, 미니애폴리스 미술관 소장
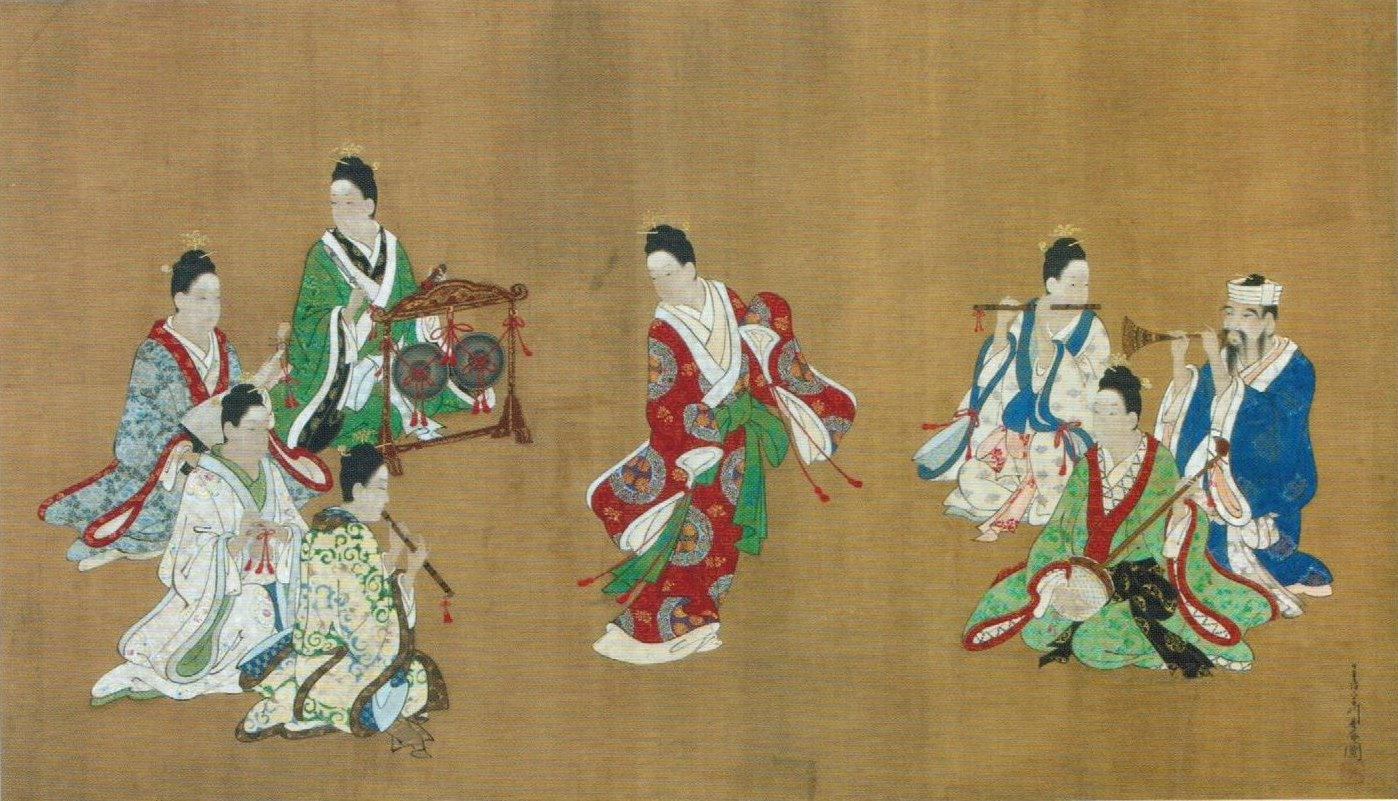
《류큐의 무용수와 가수》, 1718년경
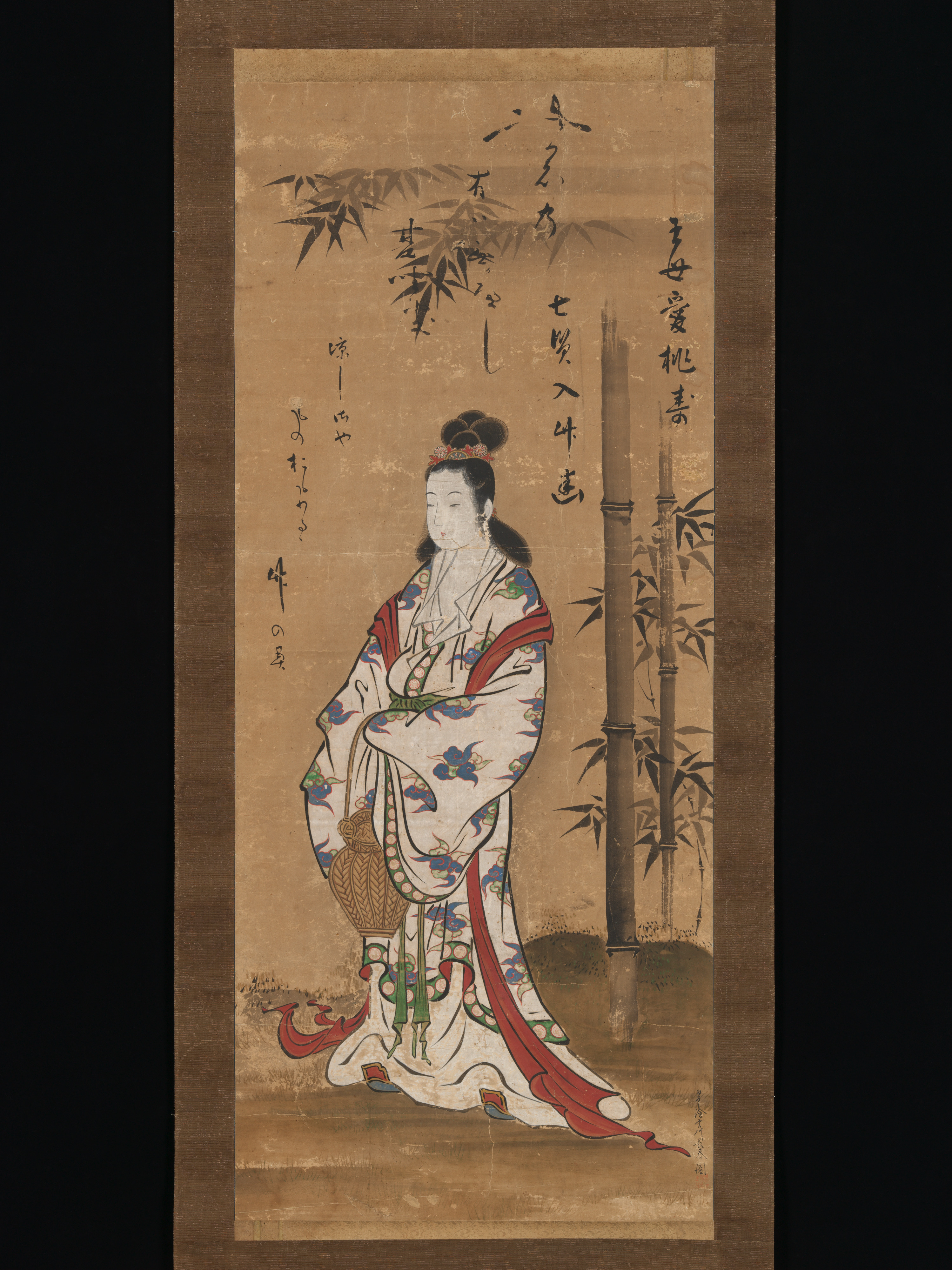
《교란 관음》, 비진가 두루마리 그림, 메트로폴리탄 미술관 소장